# Anopsicus modicus
Espèce
Anopsicus modicus est une espèce d'araignées aranéomorphes de la famille des Pholcidae.

## Distribution
Cette espèce est endémique du Campeche au Mexique. Elle se rencontre vers Aquiles Serdán.

## Description
La femelle holotype mesure 1,5 mm.

## Publication originale
- Gertsch, 1982 : The spider genera Pholcophora and Anopsicus (Araneae, Pholcidae) in North America, Central America and the West Indies. Association for Mexican Cave Studies Bulletin, no 8, p. 95-144.